# Pokłon Trzech Króli (obraz Sandra Botticellego)
Pokłon Trzech Króli (również Pokłon Trzech Króli dla Gaspare del Lamy, wł. Adorazione dei Magi) – obraz autorstwa Sandra Botticellego namalowany ok. 1472–1475 roku. Jego wymiary wynoszą 111 × 134 cm. Znajduje się w Galerii Uffizi we Florencji.
Dzieło zostało wykonane na zlecenie bankiera Zenobiego del Lama. Było rodzajem hołdu dla rodziny Medyceuszy, związanej z kultem trzech mędrców ze Wschodu. Obraz jest jednym z czterech o tej tematyce i przedstawia Święta Rodzinę, wokół której skupiła się cała florencka elita oddająca hołd Dziecięciu. 
Botticelli przedstawił na obrazie wszystkich członków rodziny Medyceuszy. Po prawej stronie obrazu znajduje się sam zleceniodawca obrazu, przedstawiony jako starzec z białymi włosami, w błękitnym płaszczu, patrzący na obserwatora i wskazujący w jego kierunku prawą ręką. W złotym płaszczu po prawej stronie na skraju obrazu jest widoczna podobizna artysty. Jako drugi z magów, w czerwonym płaszczu w centralnej części sceny przedstawiony został Piero di Cosimo de' Medici, syn Kosmy Starszego przedstawionego obok Świętej Rodziny (u stóp Marii) oraz drugi syn Giovanni de' Medici (przedstawiony jako trzeci mag). Ponadto na obrazie znajdują się podobizny młodego Wawrzyńca (przy lewej dolnej krawędzi), a obok niego Angela Poliziana i Pica della Mirandoli.
Leonardo da Vinci podczas prac nad swoim Pokłonem Trzech Króli mógł inspirować się rozmieszczeniem postaci na obrazie Botticellego. Leonardo również chciał umieścić gwiazdę betlejemską (która jest na szczycie obrazu Botticellego), jednak odstąpił od tego zamiaru.